# RecA
RecA è una proteina di 38 kilodalton, essenziale per la riparazione e il mantenimento di DNA21. Un reco dell'omologo strutturale è stato trovato in tutte le specie in cui si è seriamente cercato e serve come archetipo per questa classe di omologhe proteine di riparazione del DNA. La proteina omologa é RAD51 in Eucarioti e RadA in Archea.
RecA ha molteplici attività, tutte relative alla riparazione del DNA. Nella risposta SOS batterica, ha una funzione di co-proteasi nella scissione autocatalitica del repressore LexA e λ.
L'associazione di RecA con il DNA major si basa sul suo ruolo centrale nella ricombinazione omologa. La proteina RecA si lega fortemente e in lunghi cluster allo ssDNA per formare un filamento nucleo proteico. La proteina ha più di un sito di legame del DNA, e quindi può contenere un singolo filamento e doppio filamento insieme. Questa caratteristica consente di catalizzare una reazione di sinapsi del DNA tra una doppia elica del DNA e una regione complementare di DNA a filamento singolo. Il filamento RecA-ssDNA ricerca la similarità di sequenza lungo il dsDNA. Il processo di ricerca induce l'allungamento del duplex del DNA, che migliora il riconoscimento della complementarità di sequenza (un meccanismo chiamato proofreading conformazionale). La reazione avvia lo scambio di fili tra due doppie eliche ricombinanti del DNA. Dopo l'evento synapsis, nella regione heteroduplex inizia un processo chiamato migrazione delle diramazioni. Nella migrazione di rami, una regione non appaiata di uno dei trefoli singoli sposta una regione accoppiata dell'altro filamento singolo, spostando il punto di diramazione senza modificare il numero totale di coppie di basi. Si può verificare una migrazione spontanea del ramo, tuttavia poiché generalmente procede in modo uguale in entrambe le direzioni, è improbabile che la ricombinazione sia completata in modo efficiente. La proteina RecA catalizza la migrazione unidirezionale del ramo e così facendo è possibile completare la ricombinazione, producendo una regione di DNA eteroduplo che è lunga migliaia di coppie di basi.
Poiché è un ATPasi dipendente dal DNA, RecA contiene un sito aggiuntivo per l'associazione e l'idrolizzazione dell'ATP. RecA si associa più strettamente al DNA quando ha un legame ATP rispetto a quando ha un legame ADP.
In Escherichia coli, eventi di ricombinazione omologhi mediati dalla reca possono verificarsi durante il periodo successivo alla replicazione del DNA quando i loci gemelli rimangono vicini. RecA può anche mediare l'associazione dell'omologia, la ricombinazione omologa e la riparazione della rottura del DNA tra loci lontani che si erano separati alle metà opposte della cellula di E. coli.
I ceppi di E. coli carenti di reca sono utili per le procedure di clonazione nei laboratori di biologia molecolare. I ceppi di E. coli sono spesso geneticamente modificati per contenere un allele reca mutante e quindi assicurano la stabilità dei segmenti extracromosomici del DNA, noti come plasmidi. In un processo chiamato trasformazione, il DNA plasmidico viene assorbito dai batteri in una varietà di condizioni. I batteri contenenti plasmidi esogeni sono chiamati "trasformanti". I trasformanti mantengono il plasmide in tutte le divisioni cellulari in modo tale da poter essere recuperato e utilizzato in altre applicazioni. Senza una proteina reca funzionale, il DNA plasmidico esogeno viene lasciato inalterato dai batteri. La purificazione di questo plasmide da colture batteriche può quindi consentire un'amplificazione PCR ad alta fedeltà della sequenza plasmidica originale.

## Ruolo della RecA nella trasformazione naturale
Sulla base dell'analisi delle proprietà molecolari del sistema RecA, Cox ha concluso che i dati "forniscono prove convincenti che la missione primaria della proteina RecA è la riparazione del DNA." In un ulteriore saggio sulla funzione della proteina RecA, Cox ha riassunto i dati dimostrando che "La proteina reca si è evoluta come componente centrale di un sistema di riparazione del DNA ricombinazionale, con la generazione della diversità genetica come sottoprodotto a volte utile".
La trasformazione batterica naturale comporta il trasferimento del DNA da un batterio ad un altro (normalmente della stessa specie) e l'integrazione del DNA del donatore nel cromosoma ricevente mediante ricombinazione omologa, un processo mediato dalla proteina RecA (vedi Trasformazione (genetica)). La trasformazione, in cui RecA svolge un ruolo centrale, dipende dall'espressione di numerosi altri prodotti genici (ad esempio circa 40 prodotti genici in Bacillus subtilis) che interagiscono specificamente per svolgere questo processo, indicando che si tratta di un adattamento evoluto per il trasferimento del DNA. In B. subtilis la lunghezza del DNA trasferito può essere grande come un terzo e fino alla dimensione dell'intero cromosoma. Affinché un batterio si leghi, raccolga e ricombini il DNA esogeno nel suo cromosoma, deve prima entrare in uno speciale stato fisiologico chiamato "competenza" (vedi Competenza naturale). La trasformazione è comune nel mondo dei procarioti e finora 67 specie sono note per essere competenti per la trasformazione.
Uno dei sistemi di trasformazione più ben studiati è quello di B. subtilis. In questo batterio, la proteina RecA interagisce con il DNA entrante a filamento singolo (ssDNA) per formare strutture filamentose sorprendenti. Questi filamenti RecA / ssDNA emanano dal polo cellulare contenente il macchinario di competenza e si estendono nel citosol. I fili filamentosi RecA / ssDNA sono considerati nucleofilamenti dinamici che scandiscono il cromosoma residente per regioni di omologia. Questo processo porta il DNA in arrivo nel sito corrispondente nel cromosoma di B. subtilis in cui avviene lo scambio di informazioni.
Michod et al. hanno esaminato la prova che la trasformazione mediata da RecA è un adattamento per la riparazione ricombinazionale omologa del danno al DNA in B. subtilis, così come in molte altre specie batteriche (Neisseria gonorrhoeae, Hemophilus influenzae, Streptococcus pneumoniae, Streptococcus mutans e Helicobacter pylori). Nel caso delle specie patogene che infettano gli esseri umani, è stato proposto che la riparazione mediata da reca dei danni al DNA possa essere di notevole beneficio quando questi batteri sono sfidati dalle difese ossidative del loro ospite.